# Megophrys nankiangensis
Espèce
Synonymes
- Xenophrys nankiangensis (Liu & Hu, 1966)

Statut de conservation UICN

 VU B1ab(iii) : Vulnérable
Megophrys nankiangensis est une espèce d'amphibiens de la famille des Megophryidae.

## Répartition
Cette espèce est endémique du centre de la Chine. Elle se rencontre entre 1 600 et 1 850 m d'altitude, :
- dans la province du Sichuan dans les xians de Qingchuan et de Nanjiang ;
- dans la province du Gansu dans le xian de Wen.

## Étymologie
Son nom d'espèce, composé de nankiang et du suffixe latin -ensis, « qui vit dans, qui habite », lui a été donné en référence au lieu de sa découverte, Nankiang Hsien, dans le xian de Nanjiang.

## Publication originale
- Hu, Zhao & Liu, 1966 : A herpetological survey of the Tsinling and Ta-Pa Shan region. Acta Zoologica Sinica, Beijing, vol. 18, p. 57-89.